# Fritz Weaver
Fritz William Weaver (Pittsburgh, Pensilvania; 19 de enero de 1926-Manhattan, Nueva York; 26 de noviembre de 2016)
fue un actor estadounidense de voz, cine, televisión y teatro. Fue galardonado con un premio Tony por su actuación en la obra Child's Play.

## Biografía

### Primeros años
Weaver nació en Pittsburgh (Pensilvania), hijo de Elsa W. y John Carson Weaver. Su madre era descendiente de italianos. Asistió a la  Peabody High School (Escuela Secundaria Peabody). Weaver sirvió en el Civilian Public Service (Servicio Público Civil) como un objetor de conciencia durante la Segunda Guerra Mundial.

### Carrera
Weaver inició su carrera como actor a principios de los años 1950. Su primera aparición en televisión fue en 1956 en un episodio de The United States Steel Hour. Actuó en televisión durante las siguientes cuatro décadas, apareciendo en programas como The Twilight Zone (episodios "Third from the Sun" y "The Obsolete Man"), Dr. Kildare, El Agente de C.I.P.O.L., Rawhide, Misión: Imposible, Combat!, Gunsmoke, Mannix, Kung Fu, Hawaii Five-O, Magnum P.I., Murder, She Wrote, Matlock, Law & Order, Star Trek: Espacio profundo nueve (episodio "Tribunal"), The X-Files y Frasier.
Weaver ganó el premio Tony al mejor actor principal en una obra de teatro y el Drama Desk Award a la mejor actuación por Child's Play. Otros de sus trabajos en Broadway son The Chalk Garden, por el cual ganó el Theatre World Award y fue nominado nuevamente a los Premios Tony, All American, Baker Street,  Absurd Person Singular, Love Letters, El precio y Las brujas de Salem.
Weaver también ha aparecido en varios filmes, generalmente como un actor de reparto. Las películas más populares en las que ha participado son Marathon Man, Black Sunday, Creepshow y The Thomas Crown Affair. Otros de sus trabajos cinematográficos son Power, Engendro mecánico, The Day of the Dolphin y Fail-Safe.
Desde 1995, Weaver ha trabajado principalmente como un actor de voz, haciendo la narración para programas de The History Channel.

### Vida personal
Weaver estuvo casado en dos ocasiones. Fue esposo de Sylvia Short entre 1953 y 1979. Hasta su muerte estuvo casado con Rochelle Oliver. Weaver tuvo dos hijos de su primer matrimonio, llamados Lydia y Anthony. La directora artística Mary Weaver Dodson es su hermana.

## Filmografía selecta
- Law & Order (2005/1999/1993, serie de TV)
- The Thomas Crown Affair (1999)
- Frasier (1998, serie de TV)
- Promised Land (1998, serie de TV)
- The X-Files (1996, serie de TV)
- Star Trek: Espacio profundo nueve (1994, serie de TV)
- L.A. Law (1994, serie de TV)
- Matlock (1989, serie de TV)
- Murder, She Wrote (1987/1985, serie de TV)
- The Twilight Zone (1985, serie de TV)
- The Love Boat (1984, serie de TV)
- Falcon Crest (1982, serie de TV)
- Creepshow (1982)
- Quincy, M.E. (1981, serie de TV)
- Magnum P.I. (1980, serie de TV)
- Hawaii Five-O (1979, serie de TV)
- Holocausto (1978, miniserie)
- Engendro mecánico (1977)
- Marathon Man (1976)
- The Streets of San Francisco (1975, serie de TV)
- Kung Fu (1974, serie de TV)
- Mannix (1973/1968, serie de TV)
- Misión: Imposible (1971/1969/1967/1966, serie de TV)
- Gunsmoke (1967, serie de TV)